# Запорожское (Синельниковский район)
Запорожское (укр. Запорізьке) — село,
Горковский сельский совет,
Синельниковский район,
Днепропетровская область,
Украина.
Код КОАТУУ — 1224881305. Население по переписи 2001 года составляло 184 человека.

## Географическое положение
Село Запорожское находится на левом берегу реки Нижняя Терса,
выше по течению на расстоянии в 2 км расположено село Третяковка,
ниже по течению на расстоянии в 4 км расположено село Новоалександровка,
на противоположном берегу — село Горки.
Рядом проходит железная дорога, станция Ивковка в 4-х км.